# شتيفان تشوبانو
شتيفان تشوبانو (بالرومانية: Ștefan Ciobanu)‏ هو لاعب كرة قدم روماني في مركز الهجوم، ولد في 2 مايو 1979 في رومانيا. لعب مع نادي أسترا جورجو ونادي فارول كونستانتسا.

## وصلات خارجية
- شتيفان تشوبانو على موقع قاعدة بيانات كرة القدم.إي يو (الإنجليزية)
- شتيفان تشوبانو على موقع Soccerway.com (الإنجليزية)